# Paul Were
Paul Were Ooko (8 gennaio 1991) è un calciatore keniota, centrocampista del Rayon Sports.

## Carriera

### Nazionale
Ha esordito in nazionale nel 2010.

## Palmarès

### Club

#### Competizioni nazionali
- Kenyan Premier League: 1

Tusker: 2011